# MIPS Technologies
MIPS Technologies, anteriormente denominada de MIPS Computer Systems, é uma das mais conhecidas desenvolvedoras da arquitetura MIPS e uma pioneira no desenvolvimento das CPUs RISC.
MIPS Computer Systems Inc. foi fundada em 1984 por um grupo de pesquisadores da Universidade de Stanford que incluia John L. Hennessy.
Empresa criadora dos processadores MIPS, que foram usados em estações de trabalho SGI e em alguns videogames.